# 프랑스식 정원

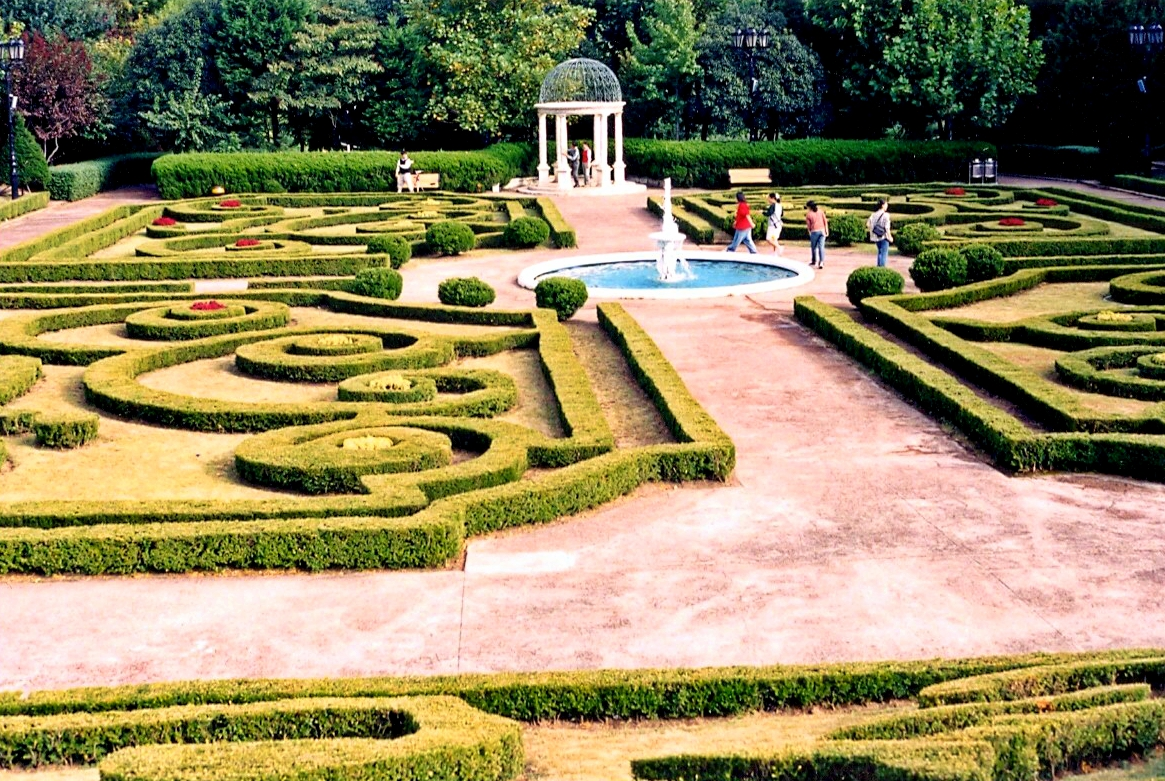
제주도 여미지식물원의 프랑스식 정원.

프랑스식 정원(프랑스어: jardin à la française 자르댕 아 라 프랑세즈[*])은 대칭성을 기반으로 자연에 내재된 규칙을 드러내는 것을 미학으로 삼는다. 17세기에 앙드레 르 노트르가 설계한 베르사유궁 정원이 그 효시로서, 이후 유럽 각국의 궁정문화로 확산되어 유행했다.